# Béryl Gastaldello
Béryl Gastaldello (Marseille, 16 februari 1995) is een zwemmer uit Frankrijk.

## Loopbaan
2015
Op de Wereldbeker zwemmen 2015 behaalde Gastaldello in Chartres de eerste plaats op de 50 meter vlinderslag.
2017
Bij de WK Zwemmen haalt Gastaldello de halve finale op de 100 meter vlinderslag.
2018
Op de Europese kampioenschappen zwemmen 2018 behaalde ze twee gouden medailles, op de 4x100 meter estafette vrije slag, en op de 4x100 meter vrije slag gemengd.
2019
Op de Europese kampioenschappen kortebaanzwemmen 2019 zwom Gastaldello met het Franse estafette-team naar een gouden medaille op de 4x50 meter vrije slag.
Op het Wereldkampioenschappen zwemmen 2019 behaalde ze de derde plaats op de 4x100 meter vrije slag gemengd.

## Olympische Spelen
Gastaldello nam voor Frankrijk deel aan de Olympische Zomerspelen van Rio de Janeiro in 2016.
Ze zwom drie afstanden, de 100 meter vrij, en de estafette-afstanden
4×100 meter vrije slag en de
4×100 meter wisselslag. Met de estafette vrije slag werd ze zevende in de finale.
Op de Olympische Zomerspelen van Tokio in 2021 zwom ze op de
100 meter rugslag en de
4x100 meter vrije slag-estafette.

## Privé
Gastaldello is de dochter van olympisch zwemster Véronique Jardin en kleindochter van olympisch zwemster Amélie Mirkowitch.